# GP Rouwmoer 2013
De 47e editie van de cyclocross GP Rouwmoer in Essen werd gehouden op 21 december 2013. De wedstrijd maakte deel uit van de bpost bank trofee 2013-2014. De titelverdediger was de Belg Jan Denuwelaere, die in het begin van het seizoen een punt zette achter zijn loopbaan. Dit jaar won Kevin Pauwels, eveneens een Belg.

## Mannen elite

### Uitslag
| Plaats | Naam                | Ploeg                   | Tijd     |
| ------ | ------------------- | ----------------------- | -------- |
| 1      | Kevin Pauwels       | Sunweb-Napoleon Games   | 1u01'48" |
| 2      | Sven Nys            | Crelan-Euphony          | + 28"    |
| 3      | Niels Albert        | BKCP-Powerplus          | + 34"    |
| 4      | Jim Aernouts        | Sunweb-Napoleon Games   | + 38"    |
| 5      | Thijs van Amerongen | AA Drink                | + 41"    |
| 6      | Rob Peeters         | Telenet-Fidea           | + 47"    |
| 7      | Bart Aernouts       | AA Drink                | + 54"    |
| 8      | Zdeněk Štybar       | Omega Pharma-Quick-Step | + 1'04"  |
| 9      | Klaas Vantornout    | Sunweb-Napoleon Games   | + 1'10"  |
| 10     | Philipp Walsleben   | BKCP-Powerplus          | + 1'21"  |
| 11     | 0                   |                         |          |
| 12     | 0                   |                         |          |
| 13     | 0                   |                         |          |
| 14     | 0                   |                         |          |
| 15     | 0                   |                         |          |

| Pos. | Punten |
| ---- | ------ |
| 1    | 80     |
| 2    | 60     |
| 3    | 40     |
| 4    | 30     |
| 5    | 25     |
| 6    | 20     |
| 7    | 17     |
| 8    | 15     |
| 9    | 12     |
| 10   | 10     |
| 11   | 8      |
| 12   | 5      |
| 13   | 4      |
| 14   | 2      |
| 15   | 1      |

1965 · 
1966 · 
1967 · 
1968 · 
1969 · 
1970 · 
1971 · 
1972 · 
1973 · 
1974 · 
1975 · 
1976 · 
1977 · 
1978 · 
1979 · 
1980 · 
1981 · 
1982 · 
1983 · 
1984 · 
1985 · 
1986 · 
1987 · 
1988 · 
1989 · 
1990 · 
1991 · 
1992 · 
1993 · 
1994 · 
1995 · 
1996 · 
1997 · 
1998 · 
1999 · 
2000 · 
2001 · 
2002 · 
2003 · 
2004 · 
2005 · 
2006 · 
2007 · 
2008 · 
2009 · 
2010 · 
2011 · 
2012 · 
2013 · 
2014 · 
2015 ·
2016 ·
2017 ·
2018 ·
2019 ·
2020 ·
2021 ·
2022 ·
2023 ·
2024
 GP Mario De Clercq · 
 Koppenbergcross · 
 GP van Hasselt · 
 GP Rouwmoer · 
 Azencross · 
 GP Sven Nys · 
 Krawatencross ·
 Internationale Sluitingsprijs